# Jonathan Green
Jonathan Green est un journaliste et un auteur anglais, né à Bury St Edmunds, il habite dans le Massachusetts avec son épouse.
Green a écrit pour le New York Times, Men's Journal, Esquire, GQ, The Financial Times, Men's Health, and The Mail on Sunday, entre autres. Il a fait des rapportage au Soudan déchiré par la guerre, Bornéo, et les champs de glace de l'Alaska. 
Le livre le plus récent de Green est intitulé Murder in the High Himalayas (2010) au sujet de la fusillade du col de Nangpa La. Alors qu'il terminait sa recherche pour son ouvrage, il a rencontré le dalaï-lama. Le livre est basé sur un article publié dans  Men's Journal  appelé "Murder at 19,000 Feet" lequel a été proposé par Vigorous Pictures pour en faire un film du même nom, qui pourrait sortir en 2012, dirigé par Jake Scott.
Green est le récipiendaire des prix Médias d'Amnesty International pour Excellence dans le journalisme des droits de l'homme, et American Society of Journalists and Authors pour avoir réalisé un rapport sur un sujet significatif et nommé écrivain de caractère de l'année dans le Press Gazette Magazine and Design Awards.